# Sarah Connor

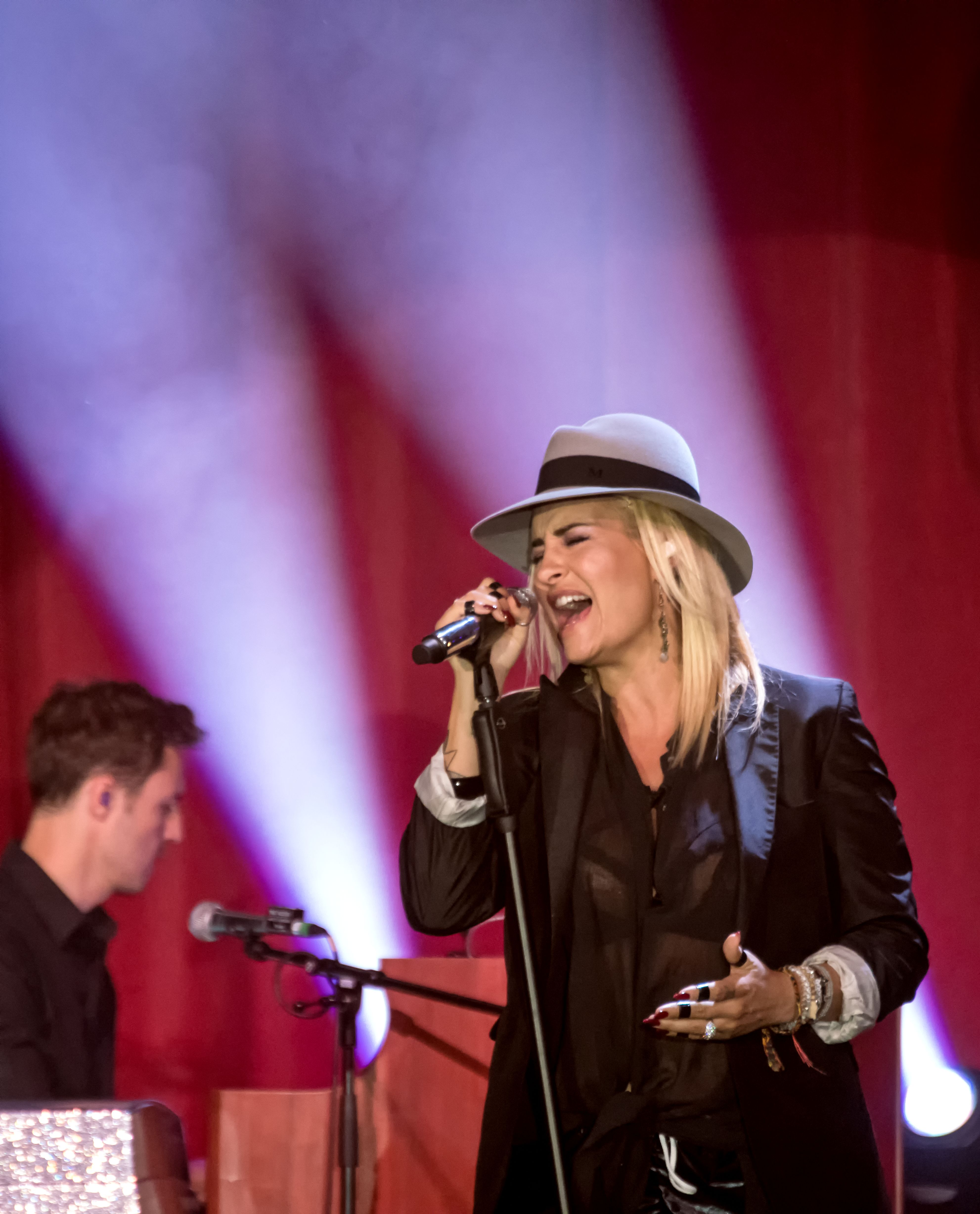
Zelt-Musik-Festival 2016 i Freiburg im Breisgau, Tyskland

Sarah Connor är en tysk popsångerska som slog igenom i sitt hemland och övriga Centraleuropa 2001 med debutalbumet "Green Eyed Soul". I Sverige är hon fortfarande relativt okänd, medan hon i Tyskland och de övriga tysktalande länderna i Europa nästan nått en status som superstjärna.
Hon är gift och har två barn tillsammans med den före detta pojkgruppsmedlemmen Marc Terenzi. Marc Terenzi var medlem i en amerikansk popgrupp kallad Natural som hade en mindre framgång i Tyskland där gruppen lanserades i början av 2000-talet. Paret medverkade även i en egen realityserie på tysk tv. Serien kan jämföras som en tysk version av Jessica Simpsons och Nick Lacheys realityserie "Newlyweds". 
Några av Sarah Connors största hits är: "Let's Get Back To Bed Boy" (tillsammans med den amerikanske rapparen TQ), "From Sarah With Love", "Bounce" (Sarah hade med denna låten en viss framgång i amerikansk radio), "Music Is The Key", "Living To Love You" & "From Zero To Hero" m.fl.

## Diskografi
- 2001 - Green Eyed Soul
- 2002 - Unbelievable
- 2003 - Key to My Soul
- 2004 - Sarah Connor (Sarah Connors debutalbum och enda officiella hittills i USA. Innehåller de flesta singlarna från de tre första albumen samt några ytterligare spår även från de tre första albumen)
- 2005 - Naughty But Nice
- 2005 - Christmas in My Heart
- 2007 - Soulicious
- 2008 - Sexy as Hell